# Alessandro Sforza
Alessandro Sforza (1534-1581) va ser un bisbe i cardenal catòlic romà.

## Biografia
Membre de la Casa Sforza, Alessandro Sforza va néixer a Roma el 1534, fill de Bosio II Sforza, comte de Santa Fiora i Cotignola, i la seva esposa Costanza Farnese, que era filla natural i legitimada del Papa Pau III. El seu germà Guido Ascanio Sforza di Santa Fiora també va ser cardenal; era oncle del Cardenal Francesco Sforza.
Va aconseguir el títol acadèmic de magister. En l'inici de la carrera eclesiàstica, es va fer Monsenyor i va ser scriptor de cartes apostòliques. El 12 de gener de 1554, es va fer clergue de la Càmera Apostòlica i canonge de la Basílica de Sant Pere el 18 d'abril de 1554. Va estar embolicat en un escàndol menor després de transportar embarcacions franceses de Civitavecchia a Gaeta, cosa que va fer que el Papa Pau IV l'exonerés de les seves gestions i beneficis. Després que els bucs tornessin i alguns cardenals intervinguessin, el papa li va retornar els seus antics oficis el 8 d'octubre de 1557.
El 26 d'abril de 1560, va ser triat bisbe de Parma. Va ser nomenat Prefecte de l'annona l'1 de juliol de 1560. Entre 1562-1563, va ser un dels participants en el Concili de Trento. Pius IV el va fer cardenal-presbíter en el consistori de 12 de març de 1565. Va rebre el capel vermell i el titulus de Santa Maria in Via Lata el 15 de maig de 1565. Va participar del Conclave de 1565–1566 que va triar el Pius V. Juntament amb els cardenals Giovanni Ricci, Giovanni Francesco Commendone, i Marcantonio Bobba, va ser nomenat per Pius V inspector de rius, ports i vies públiques de Roma. El 5 de gener de 1570, el papa el va nomenar legat papal al latere de Bolonya i Romanya.
Va participar en el conclave de 1572 que va triar el Gregori XIII. El nou papa el va nomenar arquebisbe de la Basílica de Santa Maria Major; durant el jubileu de 1575, va obrir la porta santa de Gregori XIII i també el va fer cardenal protector d'Espanya. Abans del 30 de març de 1573, va renunciar al govern de la diòcesi de Parma. Va ser nomenat Prefecte de la Signatura Apostòlica el 12 de gener de 1575. L'11 de juliol de 1580, va ser nomenat llegat papal als Estats Pontificis (a més del llegat de Bolonya), encarregat d'eliminar el bandolerisme.
Va morir de cop a Macerata el 16 de maig de 1581 i va ser enterrat a la capella de la família Sforza, en la Basílica di Santa Maria Maggiore.